# PLOS Biology
PLOS Biology (antes PLoS Biology) es una revista científica que cubre el espectro global de las ciencias biológicas. Editada en los Estados Unidos, inició su primera publicación el 13 de octubre de 2003.
9
Fue la primera revista de Public Library of Science (PLOS), una organización sin ánimo de lucro que publica sus revistas bajo los términos del acceso abierto. Todos los contenidos se publican conforme a una licencia Creative Commons "por atribución", abreviada CCAL (CC BY en inglés).  
Para financiar la publicación se requiere que, en la mayoría de los casos, los autores paguen los costos de publicación.
| Nombre                | Período        |
| * Hemai Parthasarathy | de 2003 a 2007 |
| * Theodora Bloom      | de 2008 a 2014 |
| * Emma Ganley         | de 2014 a 2019 |
| * Nonia Pariente      | desde 2019     |

## Vigésimo año
Al cumplir su vigésimo año en 2023, el staff de editores a través de Nonia Pariente recordaron la intención de sus impulsores: “demostrar que las revistas de alta calidad pueden florecer sin cobrar por el acceso...", y que 

"el registro de archivo permanente de la investigación y las ideas científicas... debe estar disponible gratuitamente a través de una biblioteca pública internacional en línea”.

Con motivo de este aniversario se publicó "PLOS Biology 20th Anniversary" dentro de  Colections biology & Life Sciences que contiene secciones: Editoriales, El Futuro de las Publicaciones Científicas y la Ciencia Abierta, Perspectivas: Pasado y Futuro de los Campos de Investigación, Perspectivas: Revisando Artículos Históricos de PLOS Biology.
Según Journal Citation Reports , la revista tuvo un factor de impacto de 2019 de 7.076.

En 2021 el factor fue 9.593. 